# Niphidium nidulare
Niphidium nidulare är en stensöteväxtart som först beskrevs av Eduard Rosenstock, och fick sitt nu gällande namn av David Bruce Lellinger. Niphidium nidulare ingår i släktet Niphidium och familjen Polypodiaceae. Inga underarter finns listade.